# Mountain Men (TV-serie)
Mountain Men är en amerikansk dokumentärserie vars första säsong hade premiär i maj 2012 på History Channel. Första säsongen bestod av åtta avsnitt. Seriens tolfte säsong hade premiär i USA den 24 augusti 2023 och Serien har blivit förnyad med en trettonde säsong.

## Handling
Serien kretsar kring en grupp män som valt leva sitt liv i vildmarken.

## Medverkande (i urval)
- Eustace Conway
- Marty Meierotto
- Tom Oar